# Reino Unido en los Juegos Olímpicos de Melbourne 1956
El Reino Unido estuvo representado en los Juegos Olímpicos de Melbourne 1956 por un total de 197 deportistas que compitieron en 18 deportes.  
El portador de la bandera en la ceremonia de apertura fue el luchador George MacKenzie.

## Medallistas
El equipo olímpico británico obtuvo las siguientes medallas:
| Nombre                                                                            | Deporte           | Competición                |
| --------------------------------------------------------------------------------- | ----------------- | -------------------------- |
| Oro                                                                               |                   |                            |
| Chris Brasher                                                                     | Atletismo         | 3000 m obstáculos M        |
| Terence Spinks                                                                    | Boxeo             | Mosca (51 kg) M            |
| Richard McTaggart                                                                 | Boxeo             | Ligero (60 kg) M           |
| Gillian Sheen                                                                     | Esgrima           | Florete ind. F             |
| Francis Weldon (Kilbarry) Arthur Rook (Wild Venture) Albert Hill (Countryman III) | Hípica            | Concurso completo por eqs. |
| Judy Grinham                                                                      | Natación          | 100 m espalda F            |
| Plata                                                                             |                   |                            |
| Derek Johnson                                                                     | Atletismo         | 800 m M                    |
| Gordon Pirie                                                                      | Atletismo         | 5000 m M                   |
| Jean Scrivens Heather Armitage June Foulds Anne Pashley                           | Atletismo         | 4 × 100 m F                |
| Thelma Hopkins                                                                    | Atletismo         | Salto de altura F          |
| Thomas Nicholls                                                                   | Boxeo             | Pluma (57 kg) M            |
| Arthur Brittain William Holmes Alan Jackson                                       | Ciclismo en ruta  | Ruta por eqs. M            |
| Robert Perry David Bowker John Dillon Neil Cochran-Patrick                        | Vela              | 5.5 Metre M                |
| Bronce                                                                            |                   |                            |
| Derek Ibbotson                                                                    | Atletismo         | 5000 m M                   |
| Michael Wheeler Peter Higgins Derek Johnson John Salisbury                        | Atletismo         | 4 × 400 m M                |
| Nicholas Gargano                                                                  | Boxeo             | Wélter (67 kg) M           |
| John McCormack                                                                    | Boxeo             | Superwélter (71 kg) M      |
| Tom Simpson Donald Burgess Michael Gambrill John Geddes                           | Ciclismo en pista | Persecución por eqs. M     |
| Alan Jackson                                                                      | Ciclismo en ruta  | Ruta ind. M                |
| Wilfred White (Nizefela) Patricia Smythe (Flanagan) Peter Robeson (Scorchin)      | Hípica            | Saltos por eqs.            |
| Francis Weldon (Kilbarry)                                                         | Hípica            | Concurso completo ind.     |
| Margaret Edwards                                                                  | Natación          | 100 m espalda F            |
| Terence Smith Jasper Blackall                                                     | Vela              | Sharpie 12 m² M            |
| Graham Mann Ronald Backus Jonathan Janson                                         | Vela              | Dragon M                   |